# Koszmosz–251
A Koszmosz–251 (oroszul: Космос 251) Koszmosz műhold, a szovjet műszeres műhold-sorozat tagja. Manőverezésre képes Zenit-4M felderítő műhold.

## Küldetés
A Zenyit–2M (11F691) továbbfejlesztett, nagyobb felbontású fényképezőgéppel ellátott, harmadik generációs műhold, katonai és állami célokat szolgált. Csillagászati feladata megegyezett a korábbi Koszmosz–208-as műholdéval.

## Jellemzői
Tervezte és építését ellenőrizte a Központi Iroda (CSKB) (oroszul: Центральное специализированное конструкторское бюро) (ЦСКБ). Üzemeltetője a moszkvai MO (Министерство обороны) minisztérium.
1968. október 31-én a Bajkonuri űrrepülőtér indítóállomásról egy Voszhod (11A57) rakétával juttatták alacsony Föld körüli (LEO = Low-Earth Orbit) közeli körpályára. Az orbitális egység pályája 89 perces, 65 fokos hajlásszögű, elliptikus pálya perigeuma 201 kilométer, apogeuma 255 kilométer volt. Hasznos tömege 6300 kilogramm. A sorozat felépítését, szerkezetét, alapvető fedélzeti rendszereit tekintve egységesített, szabványosított űreszköz. Áramforrása kémiai akkumulátor. Maximális aktív élettartam 24 nap.
Az orbitális egység pályáját három alkalommal változtatták (süllyedés, emelés). Kialakított pályasíkja mentén a Zenit-4M  rendszerével fototechnikai felderítést, műszereivel atomkísérletek ellenőrzését, illetve röntgensugár-csillagászati méréseket végzett. A 3C100 galaktikus rádióforrás vizsgálata gamma-teleszkóppal. A mérések során különálló, 100 millió-elektronvoltnál (MeV) nagyobb energiájú gamma-forrás jelenlétét észlelték. Az űreszköz teljes hossza 6.5 méter, a visszatérő modul 3100 kilogramm, átmérője 2.3 méter,  térfogata 5.2 köbméter – itt helyezték el a kamerákat –, felbontóképesség 1 méter, melyek több ezer képet készítettek. A két végéhez csatlakozó kúp alakú egység tartalmazza a műszereket, illetve a manőverező, fékező rendszert.
1968. november 18-án 18 napos szolgálati idő után, földi parancsra belépett a légkörbe és hagyományos – ejtőernyős leereszkedés – módon visszatért a Földre.